# Federazione cestistica della Siria
La Federazione cestistica della Siria è l'ente che controlla e organizza la pallacanestro in Siria.
La federazione controlla inoltre la nazionale di pallacanestro della Siria. Ha sede a Damasco e l'attuale presidente è Hazem Al Sammam.
È affiliata alla FIBA dal 1948 e organizza il campionato di pallacanestro della Siria.